# Équipe du pays de Galles de rugby à XV à la Coupe du monde 2011
L'équipe du pays de Galles de rugby à XV à la coupe du monde 2011 est la première à se qualifier pour les demi-finales de cette compétition depuis celle de 1987.

## Contexte

### Historique
Le pays de Galles connaît, avant la coupe du monde 2011, un parcours difficile. Il a été éliminé dès les phases de poules lo,r 
rs de la coupe du monde précédente et terminé seulement quatrième du Tournoi des six nations 2011. Sa troisième place en phase de poules de la coupe du monde 2007 permet cependant au pays de Galles de participer à la phase finale de la coupe du monde 2011 sans passer par les qualifications.

### Matchs de préparation
Les Gallois effectuent trois test matchs de préparation pour la coupe du monde. Le 6 août, ils affrontent les Anglais qui les dominent 23 à 19. Ils prennent leur revanche le 13 août grâce à une victoire sur le score de 19 à 9, puis ils dominent l'Argentine sur le score de 28 à 13 le 20 août.
| 6 août 2011 14h30 WET | Angleterre | 23 – 19 (13 - 7) | Pays de Galles                                                                            | Stade de Twickenham, Londres 80 945 spectateurs Arbitre : Steve Walsh |
| 6 août 2011 14h30 WET | Essai(s) : Haskell (24e), Tuilagi (43e) Transformation(s) : Wilkinson 2 (25e, 44e) Pénalité(s) : Wilkinson (5e) Drop(s) : Wilkinson 2 (37e, 60e) |                  | Essai(s) : North 2 (16e, 75e), Williams (56e) Transformation(s) : Priestland 2 (17e, 76e) | Stade de Twickenham, Londres 80 945 spectateurs Arbitre : Steve Walsh |
| 6 août 2011 14h30 WET | |                  |                                                                                           | Stade de Twickenham, Londres 80 945 spectateurs Arbitre : Steve Walsh |

| 13 août 2011 14h30 WET | Pays de Galles                                                                                               | 19 – 9 (6 - 6) | Angleterre                           | Millennium Stadium, Cardiff 73 307 spectateurs Arbitre : Alain Rolland |
| 13 août 2011 14h30 WET | Essai(s) : Hook (57e) Transformation(s) : Hook (58e) Pénalité(s) : Priestland 2 (1re, 9e), Hook 2 (66e, 78e) |                | Pénalité(s) : Flood 3 (2e, 21e, 41e) | Millennium Stadium, Cardiff 73 307 spectateurs Arbitre : Alain Rolland |
| 13 août 2011 14h30 WET | |                |                                      | Millennium Stadium, Cardiff 73 307 spectateurs Arbitre : Alain Rolland |

| 20 août 2011 14:30 WET | Pays de Galles | 28 – 13 (14-3) | Argentine                                                                                        | Millennium Stadium, Cardiff 72 859 spectateurs Arbitre : Romain Poite |
| 20 août 2011 14:30 WET | Essai(s) : Powell (35e), AW Jones (38e), North (71e) Transformation(s) : Hook 2 (37e, 39e) Pénalité(s) : Hook 3 (44, 53, 80) |                | Essai(s) : Scelzo (76e) Transformation(s) : Contepomi (77e) Pénalité(s) : Contepomi 2 (28e, 61e) | Millennium Stadium, Cardiff 72 859 spectateurs Arbitre : Romain Poite |
| 20 août 2011 14:30 WET | |                |                                                                                                  | Millennium Stadium, Cardiff 72 859 spectateurs Arbitre : Romain Poite |

### Joueurs sélectionnés
Warren Gatland annonce sa liste des trente joueurs pour la coupe du monde de rugby à XV 2011 le 22 août 2011.
| Entraîneur | Entraîneur             | Warren Gatland                                                         |
| Avants     | Pilier                 | Gethin Jenkins, Ryan Bevington, Adam Jones, Paul James, Craig Mitchell |
| Avants     | Talonneur              | Huw Bennett, Lloyd Burns, Ken Owens                                    |
| Avants     | Deuxième ligne         | Alun Wyn Jones, Bradley Davies, Luke Charteris                         |
| Avants     | Troisième ligne aile   | Dan Lydiate, Sam Warburton (cap.)                                      |
| Avants     | Troisième ligne centre | Ryan Jones, Toby Faletau, Andy Powell                                  |
| Arrières   | Demi de mêlée          | Michael Phillips, Lloyd Williams, Tavis Knoyle                         |
| Arrières   | Demi d'ouverture       | James Hook, Stephen Jones, Rhys Priestland                             |
| Arrières   | Centre                 | Jamie Roberts, Jonathan Davies, Scott Williams                         |
| Arrières   | Ailier                 | Leigh Halfpenny, Shane Williams, Aled Brew, George North               |
| Arrières   | Arrière                | Lee Byrne                                                              |

## Parcours

### Phase de Poule
Le pays de Galles affronte successivement l'Afrique du Sud, Samoa, la Namibie et les îles Fidji.
A priori, la poule D semble être la "poule de la mort" de cette coupe du monde : l'Afrique du Sud est favorite du tournoi et tenante du tire. Les Fidji sont l'équipe qui, le 29 septembre 2007 à Nantes, ont éliminé le pays de Galles lors du dernier match de poules sur le score de 34 à 38, pour la centième sélection du capitaine gallois Gareth Thomas.
| 11 septembre 2011 20 h 30 UTC+12 | Afrique du Sud                                                                                                 | 17 – 16 (10 – 6) | Pays de Galles                                                                               | Westpac Stadium, Wellington 28 498 spectateurs Arbitre : Wayne Barnes |
| 11 septembre 2011 20 h 30 UTC+12 | Essai(s) : F. Steyn (4e), Hougaard (64e) Transformation(s) : M. Steyn 2 (4e, 64e) Pénalité(s) : M. Steyn (19e) |                  | Essai(s) : Faletau (54e) Transformation(s) : Hook (55e) Pénalité(s) : Hook 3 (10e, 31e, 50e) | Westpac Stadium, Wellington 28 498 spectateurs Arbitre : Wayne Barnes |
| 11 septembre 2011 20 h 30 UTC+12 | |                  |                                                                                              | Westpac Stadium, Wellington 28 498 spectateurs Arbitre : Wayne Barnes |

| 18 septembre 2011 15 h 30 UTC+12 | Pays de Galles                                                                           | 17 – 10 (6 – 10) | Samoa                                                                                     | Waikato Stadium, Hamilton 30 804 spectateurs Arbitre : Alain Rolland |
| 18 septembre 2011 15 h 30 UTC+12 | Essai(s) : Shane Williams (66e) Pénalité(s) : Hook 2 (11e, 26e), Priestland 2 (42e, 65e) |                  | Essai(s) : Perenise (40e) Transformation(s) : Williams (40e) Pénalité(s) : Williams (20e) | Waikato Stadium, Hamilton 30 804 spectateurs Arbitre : Alain Rolland |
| 18 septembre 2011 15 h 30 UTC+12 |                                                                                          |                  |                                                                                           | Waikato Stadium, Hamilton 30 804 spectateurs Arbitre : Alain Rolland |

| 26 septembre 2011 19 h 30 UTC+13 | Pays de Galles | 81 – 7 (22 – 0) | Namibie                                                                                 | Yarrow Stadium, New Plymouth 13 710 spectateurs Arbitre : Alain Rolland |
| 26 septembre 2011 19 h 30 UTC+13 | Essai(s) : S. Williams 3 (8e, 47e, 70e), Brew (13e), Faletau (17e), Jenkins (50e), George North 2 (61e, 65e), Jonathan Davies (62e), L. Williams (75e), Byrne (77e), A. Jones (80e), Transformation(s) : S. Jones 5 (14e, 48e, 51e, (62e, 63e), Priestland 3 (66e, 71e, 81e) Pénalité(s) : S. Jones (3e) |                 | Essai(s) : Koll (53e) Transformation(s) : Kotze (54e) Carton(s) jaune(s) : Larson (58e) | Yarrow Stadium, New Plymouth 13 710 spectateurs Arbitre : Alain Rolland |
| 26 septembre 2011 19 h 30 UTC+13 | |                 |                                                                                         | Yarrow Stadium, New Plymouth 13 710 spectateurs Arbitre : Alain Rolland |

| 2 octobre 2011 18 h 00 UTC+13 | Pays de Galles | 66 – 0 (31 – 0) | Fidji | Waikato Stadium, Hamilton 28 476 spectateurs Arbitre : Wayne Barnes |
| 2 octobre 2011 18 h 00 UTC+13 | Essai(s) : Roberts 2 (5e, 50e), S. Williams (16e), North (31e), Warburton (38e), Burns (58e), Halfpenny (67e), L. Williams (72e), J. Davies (81e) Transformation(s) : Priestland 5 (6e, 17e, 33e, 39e, 51e), S. Jones 4 (59e, 68e, 73e, 82e) Pénalité(s) : Priestland (21e) |                 |       | Waikato Stadium, Hamilton 28 476 spectateurs Arbitre : Wayne Barnes |
| 2 octobre 2011 18 h 00 UTC+13 | |                 |       | Waikato Stadium, Hamilton 28 476 spectateurs Arbitre : Wayne Barnes |

### Quart de finale
Le pays de Galles affronte l'Irlande en quart de finale.
| 8 octobre 18 h 00 UTC+13 | Irlande                                                                            | 10 – 22 (3 – 10) | Pays de Galles | Westpac Stadium, Wellington 35 787 spectateurs Arbitre : Craig Joubert |
| 8 octobre 18 h 00 UTC+13 | Essai(s) : Earls (45e) Transformation(s) : O'Gara (46e) Pénalité(s) : O'Gara (24e) |                  | Essai(s) : S. Williams (3e), Phillips (51e), J. Davies (64e) Transformation(s) : Priestland 2 (4e, 65e) Pénalité(s) : Halfpenny (28e) | Westpac Stadium, Wellington 35 787 spectateurs Arbitre : Craig Joubert |
| 8 octobre 18 h 00 UTC+13 |                                                                                    |                  | | Westpac Stadium, Wellington 35 787 spectateurs Arbitre : Craig Joubert |

### Demi-finale
Le pays de Galles affronte la France en demi-finale.
| 15 octobre 21 h 00 UTC+13 | Pays de Galles                                                                         | 8 - 9 (3 - 6) | France                                | Eden Park, Auckland Arbitre : Alain Rolland |
| 15 octobre 21 h 00 UTC+13 | Essai(s) : Phillips (59e) Pénalité(s) : Hook (8e) Carton(s) rouge(s) : Warburton (19e) |               | Pénalité(s) : Parra 3 (22e, 35e, 51e) | Eden Park, Auckland Arbitre : Alain Rolland |
| 15 octobre 21 h 00 UTC+13 |                                                                                        |               |                                       | Eden Park, Auckland Arbitre : Alain Rolland |

### Match pour la troisième place
Le pays de Galles s'incline devant les Wallabies à l'occasion du match pour la troisième place.

## Meilleur marqueur d'essais
1. Scott Williams, 4 essais
2. Jonathan Davies, George North, 3 essais
3. Toby Faletau, Mike Phillips, Jamie Roberts, Lloyd Williams, Shane Williams, 2 essais
4. Brew, Lloyd Burns, Lee Byrne, Leigh Halfpenny, Jenkins, Adam Jones,Sam Warburton, 1 essai.

## Meilleur réalisateur gallois
1. Rhys Priestland 29 points, 10 transformations et 3 pénalités,
2. Stephen Jones, 25 points, 5 transformations, 5 pénalités,
3. James Hook, 20 points, 1 transformation, 6 pénalités, Scott Williams, 20 points, 4 essais.